# Минэгумо (эсминец, 1938)
Минэгумо (яп. 峯雲) — японский эскадренный миноносец времён Второй мировой войны, седьмой типа «Асасио». Название в переводе с японского на русский означает «белые облака на пике горной вершины».
Заложен 22 марта 1936 года на верфи Фудзинагата, Осака. Спущен 4 ноября 1937 года, вошёл в строй 30 апреля 1938 года.

## Конструкция
Производство эсминцев данного проекта, так называемых «крейсерского» типа, было заказано в 1934 году. Они проектировались и строились после выхода Японии из договоров о ограничениях морских вооружений. За основу был взят проект эскадренных миноносцев типа «Сирацую» что давало остойчивость и прочность корпуса. Скорость и экономичность плавания должны были обеспечить два турбозубчатых агрегата, аналогичным как на типе «Фубуки», с общей мощностью в 50 тысяч л.с.. Увеличенные топливные цистерны позволили достичь дальность плавания в 10500 километров.
Огневую мощь обеспечивали:
- Три спаренные артиллерийские установки 127-мм/50 типа C, расположенных по линейно-возвышенной схеме (вторая АУ располагалась над кормовой надстройкой).
- Два спаренных зенитных автомата Тип 96, располагавшихся по бокам от второй трубы.
- Два счетверённых 610-мм торпедных аппарата Тип 92, боезапас: шестнадцать торпед Тип 93.

## История
«Минэгумо» сначала входил в состав 8-го дивизиона эсминцев, затем был переведён в состав 4-го дивизиона 2-го Императорского флота Японии. К августу 1942 года был перечислен в 9-й дивизион.
В конце 1941 — начале 1942 года «Минэгумо» сопровождал караваны на Филиппины.

### 1942 год
11 — 12 января участвовал в сражении за остров Таракан.
23 — 24 января был задействован в сражении за Баликпапан.
9 февраля «Минэгумо» прикрывал высадку японской армии на Сулавеси в районе Макасара.
1 марта вместе с «Нацугумо» безуспешно атаковал американскую подводную лодку USS Perch (SS-176).
Во время битвы у острова Рождества получил легкие повреждения, и вовремя перехода в Токио для ремонта сопровождал поврежденный крейсер «Нака» (那珂) в Сингапур для ремонта.
Ремонт продлился до мая, и в конце месяца «Минэгумо» присоединился к эскадре для атаки на Мидуэй под общим командованием адмирала Нобутакэ Кондо.
В июле 1942 года — патрулирование вод от военно-морской базы Оминато вдоль Курильских островов.
Участвовал в сражении у восточных Соломоновых островов в августе 1942 года. После сражения эскортировал поврежденный авианосец Читозе к островам Трук для ремонта.
В октябре вошел в состав «Токийского Экспресса» доставляющего подкрепления, оружие и боеприпасы военным, сосредоточенным на островах вокруг Новой Гвинеи и Соломоновых островах. Во время очередной доставки груза, 5 октября в результате авианалёта ВВС США «Минэгумо» получил повреждения и встал на ремонт в Йокосука, который продлился до начала 1943 года.

### 1943 год
В феврале охранение японской военно-морской базы в Рабауле.
Во время рейса от Рабаула до Коломбангара, в ночь с 5 на 6 марта, эсминцы «Минэгумо» (капитан 3-го ранга Ёсио Уэсуги) и «Мурасамэ» прошли проливом Блэкетт миновав американскую субмарину Grayback (SS-208) и, предположительно потопив другую — USS Grampus (SS-207) вошли в залив Кула. После разгрузки японские эсминцы были обнаружены радарами американской группы кораблей. В 01:01 6 марта был открыт огонь по японским эсминцам с расстояния в 9 километров. «Мурасамэ» был накрыт уже первым залпом. В 01:06 был обстрелян «Минэгумо». Открыв ответный огонь и пытаясь уйти из-под обстрела был потоплен в 01:30 в точке 08°01′ ю. ш. 157°14′ в. д.. 46 человек, включая командира Уэсуги, погибли в бою, двое попали в плен к американцам. 122 моряка были спасены. Исключён из списка военно-морского флота Японии 1 апреля 1943 года.